# Список депутатов Парламента Молдовы II созыва (1994—1998)
Список депутатов Парламента Республики Молдова II созыва, избранных на парламентских выборах 27 февраля 1994 и действовавших до парламентских выборов 22 марта 1998.

## Резюме
Поскольку Парламент XII созыва самораспустился с целью создания профессионального Парламента на базе многопартийной системы, 27 февраля 1994 года, на основании нового закона о выборах законодательного органа, прошли досрочные парламентские выборы. В выборах приняли участие 33 конкурента: 4 избирательных блока, 9 партий или общественно-политических движений и 20 независимых кандидатов. Явка избирателей составила 79,31%, а депутатские мандаты распределились следующим образом: Аграрная партия Молдовы — 56 мандатов, Избирательный блок «Социалистическая партия и движение Unitate-Единство» — 28, Избирательный блок «Блок крестьян и интеллектуалов» — 11 и Избирательный блок «Альянс христианско-демократического народного фронта» — 9.

## Парламентские фракции
- Структура Парламента к началу созыва:

| 56   | 28      | 11    | 9       |
| АДПМ | ИбСПДУЕ | ИбБКИ | ИбАХДНФ |
| ---- | ------- | ----- | ------- |

- Структура Парламента к концу созыва:

| 46   | 28      | 11    | 10                 | 9       |
| АДПМ | ИбСПДУЕ | ИбБКИ | неприсоединившиеся | ИбАХДНФ |

## Список депутатов
| №   | Фамилия, Имя          | Место жительства                     | Год рождения | Партия  | Профессия, деятельность |
| 1   | Дмитрий Моцпан        | Фалешты                              | 1940         | АДПМ    | техник, председатель Аграрно-демократической партии Молдовы, председатель фалештского фермерского хозяйства                                                                   |
| 2   | Пётр Лучинский        | Кишинёв                              | 1940         | АДПМ    | историк, кандидат философских наук, Председатель парламента Республики Молдова                                                                                                |
| 3   | Андрей Сангели        | Кишинёв                              | 1944         | АДПМ    | инженер-агроном, Премьер-министр Республики Молдова |
| 4   | Тудор Олару           | Кишинёв                              | 1948         | АДПМ    | инженер-электрик, председатель Профсоюза работников агропромышленного комплекса                                                                                               |
| 5   | Николай Андроник      | Кишинёв                              | 1959         | АДПМ    | юрист, председатель Комиссии по вопросам права Парламента Республики Молдова                                                                                                  |
| 6   | Андрей Дьякону        | Кишинёв                              | 1949         | АДПМ    | агроном, первый вице-министр экономики Республики Молдова |
| 7   | Валентин Кунев        | Кишинёв                              | 1946         | АДПМ    | архитектор, вице-премьер-министр Республики Молдова |
| 8   | Ион Суручану          | Кишинёв                              | 1949         | АДПМ    | певец, артист Национальной филармонии |
| 9   | Марина Ливицки        | Кишинёв                              | 1956         | АДПМ    | юрист, президент Республиканского фонда защиты детей-сирот, детей-инвалидов и престарелых                                                                                     |
| 10  | Николай Тукан         | Чадыр-Лунга                          | 1946         | АДПМ    | инженер-механик, председатель Агропромышленной ассоциации «Agroinvest» |
| 11  | Архип Чиботару        | Кишинёв                              | 1935         | АДПМ    | филолог, писатель, сопредседатель благотворительного общества «Minerva» |
| 12  | Виталий Горинчой      | Кишинёв                              | 1953         | АДПМ    | агроном, министр сельского хозяйства и продовольствия Республики Молдова |
| 13  | Валерий Булгарь       | Бричаны                              | 1956         | АДПМ    | агроном, председатель Бричанского районного исполнительного комитета |
| 14  | Григорий Братунов     | Кагул                                | 1941         | АДПМ    | инженер-агроном, вице-председатель Комиссии по вопросам сельского хозяйства и социального развития села Парламента Республики Молдова                                         |
| 15  | Георгий Чорба         | Единец                               | 1941         | АДПМ    | инженер-агроном, президент ассоциации «Cereale» |
| 16  | Николай Мику          | с. Олишканы, Шолданештский район     | 1939         | АДПМ    | агроном, председатель фермерского хозяйства «Мичурин» |
| 17  | Лариса Яким           | с. Кожушна, Страшенский район        | 1955         | АДПМ    | экономист, инженер-экономист винного завода в Кожухне |
| 18  | Дмитрий Дьяков        | Кишинёв                              | 1952         | АДПМ    | журналист, советник и глава политического департамента посольства Республики Молдова в Российской Федерации                                                                   |
| 19  | Иван Коларь           | Кишинёв                              | 1950         | АДПМ    | агроном, заместитель директора фирмы «Antares» |
| 20  | Николай Ткачук        | Бельцы                               | 1950         | АДПМ    | юрист, временно безработный |
| 21  | Василий Русу          | Кишинёв                              | 1935         | АДПМ    | агроном, первый вице-министр сельского хозяйства и продовольствия Республики Молдова                                                                                          |
| 22  | Ион Цуркан            | Кишинёв                              | 1947         | АДПМ    | инженер-конструктор, председатель республиканской ассоциации «Moldagroconstrucția»                                                                                            |
| 23  | Зосим Бодю            | Шолданешты                           | 1948         | АДПМ    | зоотехник, вице-председатель Комиссии по вопросам экономики и приватизации Парламента Республики Молдова                                                                      |
| 24  | Ион Унгуряну          | Кишинёв                              | 1959         | АДПМ    | юрист, вице-председатель Комиссии по вопросам борьбы с преступностью Парламента Республики Молдова                                                                            |
| 25  | Фёдор Ангели          | Кишинёв                              | 1935         | АДПМ    | журналист, корреспондент агентства ИТАР-ТАСС |
| 26  | Георгий Лунгу         | с. Кухнешты, Глодянский район        | 1949         | АДПМ    | агроном, председатель сельскохозяйственного кооператива «Zorile» |
| 27  | Евгений Русу          | Кишинёв                              | 1952         | АДПМ    | юрист, преподаватель Молдавского государственного университета |
| 28  | Андрей Верстак        | Тараклия, Кайнарский район           | 1936         | АДПМ    | агроном, председатель фермерского хозяйства «Baimaclia» |
| 29  | Иван Забунов          | Кишинёв                              | 1948         | АДПМ    | историк, доктор исторических наук, профессор Государственного университета медицины и фармакологии имени Николая Тестемицану                                                  |
| 30  | Михай Стратулат       | Кишинёв                              | 1940         | АДПМ    | агроном, доктор сельскохозяйственных наук, председатель республиканской ассоциации «Fertilitate»                                                                              |
| 31  | Валентин Перемиенко   | Кишинёв                              | 1950         | АДПМ    | юрист, заместитель Главного государственного контролёра |
| 32  | Василий Вартик        | Штефан-Водэ                          | 1943         | АДПМ    | врач, председатель Штефан-Водского исполнительного комитета |
| 33  | Владимир Палади       | Криуляны                             | 1948         | АДПМ    | агроном, председатель фермерского хозяйства «Dolinoe» |
| 34  | Дмитрий Черней        | Оргеев                               | 1946         | АДПМ    | экономист, начальник цеха Оргеевского консервного завода |
| 35  | Николай Быркэ         | с. Дубна, Сорокский район            | 1950         | АДПМ    | зооинженер, доктор экономических наук, председатель фермерского хозяйства «Дубна»                                                                                             |
| 36  | Николай Артени        | Кишинёв                              | 1949         | АДПМ    | юрист, временно безработный |
| 37  | Ион Михэилэ           | с. Четырены, Унгенский район         | 1944         | АДПМ    | экономист-бухгалтер, председатель фермерского хозяйства «Cetîreni» |
| 38  | Георгий Марин         | Кишинёв                              | 1947         | АДПМ    | агроном, доктор сельскохозяйственных наук, генеральный директор АО «Codru» |
| 39  | Константин Платон     | Страшены                             | 1941         | АДПМ    | юрист, адвокат Страшенской юридической районной консультации |
| 40  | Николай Гайбу         | с. Чукур-Минджир, Чимишлийский район | 1948         | АДПМ    | зоотехник, председатель фермерского хозяйства «Чукур-Минджир» |
| 41  | Георгий Роман         | с. Хорешты, Яловенский район         | 1949         | АДПМ    | инженер-механик, начальник Яловенского районного управления АПК |
| 42  | Виктор Чекан          | Кишинёв                              | 1955         | АДПМ    | юрист, временно безработный |
| 43  | Александр Муравский   | Кишинёв                              | 1950         | АДПМ    | экономист, кандидат экономических наук, заведующий кафедрой менеджмента Кишинёвского института повышения квалификации и переподготовки кадров АПК                             |
| 44  | Анатолий Пуйка        | с. Селиште, Ниспоренский район       | 1943         | АДПМ    | педагог, директор школы села Селиште |
| 45  | Валерий Чиботару      | Кишинёв                              | 1952         | АДПМ    | юрист, секретарь Комиссии по вопросам сельского хозяйства и социального развития села Парламента Республики Молдова                                                           |
| 46  | Николай Олейник       | Кишинёв                              | 1943         | АДПМ    | экономист, вице-премьер-министр Республики Молдова |
| 47  | Штефан Бешлягэ        | с. Кочиеры, Дубоссарский район       | 1944         | АДПМ    | зоотехник, председатель Дубоссарского районного исполнительного комитета |
| 48  | Василий Кердиваренко  | Кишинёв                              | 1928         | АДПМ    | историк, доктор экономических наук, профессор Государственного педагогического университета имени Иона Крянгэ                                                                 |
| 49  | Михай Куркь           | с. Сухулучены, Теленештский район    | 1950         | АДПМ    | агроном, председатель фермерского хозяйства «Gloria» |
| 50  | Михай Скурту          | Бельцы                               | 1950         | АДПМ    | агроном, заместитель директора Ассоциации «Селекция» |
| 51  | Тимофей Мошняга       | Кишинёв                              | 1932         | АДПМ    | врач, кандидат медицинских наук, главный врач Республиканской клинической больницы                                                                                            |
| 52  | Василий Стати         | Кишинёв                              | 1939         | АДПМ    | историк, кандидат исторических наук, доктор филологических наук, политический деятель                                                                                         |
| 53  | Михаил Лупашку        | Кишинёв                              | 1928         | АДПМ    | агроном-ботаник, доктор сельскохозяйственных наук, академик, вице-президент Академии наук Республики Молдова                                                                  |
| 54  | Георгий Русу          | Кишинёв                              | 1948         | АДПМ    | экономист, кандидат экономических наук, советник Президента Республики Молдова по экономическим вопросам                                                                      |
| 55  | Дмитрий Чимпоеш       | Кишинёв                              | 1948         | АДПМ    | инженер-механик, генеральный директор Государственного департамента по стандартам, метрологии и техническому надзору Республики Молдова                                       |
| 56  | Анатолий Барбэрошие   | Анений-Ной                           | 1950         | АДПМ    | агроном, председатель Новоаненского районного исполнительного комитета |
| 57  | Валерий Сеник         | Кишинёв                              | 1939         | ИбСПДУЕ | педагог, кандидат филологических наук, доцент Молдавского государственного университета                                                                                       |
| 58  | Пётр Шорников         | Кишинёв                              | 1949         | ИбСПДУЕ | педагог, доктор исторических наук, депутат парламента Республики Молдова |
| 59  | Владимир Солонарь     | Кишинёв                              | 1959         | ИбСПДУЕ | педагог, кандидат исторических наук, переводчик ООО «Агроинвест» |
| 60  | Виктор Морев          | Бельцы                               | 1944         | ИбСПДУЕ | инженер, член Комиссии по вопросам экономики и приватизации Парламента Республики Молдова                                                                                     |
| 61  | Дмитрий Зиду          | Кишинёв                              | 1932         | ИбСПДУЕ | педагог, доктор философских наук, председатель Совета организации ветеранов Республики Молдова                                                                                |
| 62  | Вилей Носов           | Кишинёв                              | 1937         | ИбСПДУЕ | инженер-электромеханик, старший диспетчер, ПО «Moldenergo» |
| 63  | Владимир Бондарев     | Кагул                                | 1952         | ИбСПДУЕ | инженер-конструктор, директор Кагульского передвижного механизированного предприятия № 4                                                                                      |
| 64  | Валентин Крылов       | Кишинёв                              | 1953         | ИбСПДУЕ | военный инженер, член Комиссии по вопросам государственной и военной безопасности Парламента Республики Молдова                                                               |
| 65  | Аурел Чепой           | Унгены                               | 1959         | ИбСПДУЕ | историк, инспектор по учёту альтернативной службы Унгенского районного исполнительного комитета                                                                               |
| 66  | Василий Иовв          | Бельцы                               | 1942         | ИбСПДУЕ | инженер, глава Торгово-экономического бюро Республики Молдова в Российской Федерации                                                                                          |
| 67  | Илья Тромбицкий       | Кишинёв                              | 1954         | ИбСПДУЕ | биолог, доктор биологических наук, старший научный сотрудник Научно-исследовательского института рыбоводства, депутат парламента Республики Молдова                           |
| 68  | Артём Лазарев         | Кишинёв                              | 1914         | ИбСПДУЕ | историк, кандидат исторических наук, академик, пенсионер |
| 69  | Михаил Русу           | Флорешты                             | 1941         | ИбСПДУЕ | технолог-хлебопекарь, агроном, политолог, депутат парламента Республики Молдова                                                                                               |
| 70  | Михаил Чебан          | Сороки                               | 1949         | ИбСПДУЕ | агроном, директор туристического агентства «Turneu» |
| 71  | Виктор Злачевский     | Бричаны                              | 1944         | ИбСПДУЕ | педагог, преподаватель географии и биологии в лицее |
| 72  | Алексей Городинский   | Анений-Ной                           | 1957         | ИбСПДУЕ | педагог, примар Анений-Ной |
| 73  | Дмитрий Узун          | Кишинёв                              | 1936         | ИбСПДУЕ | инженер-механик, главный инженер отдела «Moldcoop» |
| 74  | Сергей Безнощенко     | Кишинёв                              | 1923         | ИбСПДУЕ | военный, председатель Комитета ветеранов войны Республики Молдова |
| 75  | Михаил Сидоров        | Кишинёв                              | 1946         | ИбСПДУЕ | юрист, юрист ПКФ «ECO-21» |
| 76  | Николай Штефанец      | Глодяны                              | 1952         | ИбСПДУЕ | педагог, начальник Управления труда и социальной защиты Глодянского района |
| 77  | Клавдия Спиридонова   | Кишинёв                              | 1939         | ИбСПДУЕ | врач, врач-кардиолог Кишинёвской поликлиники № 8 |
| 78  | Эдуард Мазур          | Кишинёв                              | 1935         | ИбСПДУЕ | инженер, инженер-конструктор ПО «Vibroaparat» |
| 79  | Александр Жданов      | Сынжерей                             | 1932         | ИбСПДУЕ | агроном, пенсионер |
| 80  | Алексей Закревский    | Кишинёв                              | 1952         | ИбСПДУЕ | водитель, рабочий ГПМК «Moldovatranzit» |
| 81  | Александр Немцев      | с. Цаул, Дондюшанский район          | 1948         | ИбСПДУЕ | юрист, юрист филиала КБ «Moldovaagroinbanc» |
| 82  | Сергей Грэдинарь      | Кишинёв                              | 1960         | ИбСПДУЕ | юрист, доктор права, юрист АО «Aelita» |
| 83  | Василий Гончар        | Окница                               | 1938         | ИбСПДУЕ | инженер-конструктор, инженер-конструктор UUT Окница |
| 84  | Владимир Финюк        | Единец                               | 1949         | ИбСПДУЕ | агроном, председатель колхоза «Zarea» |
| 85  | Семён Чертан          | Кишинёв                              | 1938         | ИбБКИ   | агроном, кандидат экономических наук, директор Научно-исследовательского института агропродовольственной экономики                                                            |
| 86  | Александр Мошану      | Кишинёв                              | 1932         | ИбБКИ   | историк, кандидат исторических наук, профессор Молдавского государственного университета                                                                                      |
| 87  | Лидия Истрати         | Кишинёв                              | 1941         | ИбБКИ   | агроном, доктор сельскохозяйственных наук, председатель Христианско-демократической лиги женщин Молдовы                                                                       |
| 88  | Василий Недельчук     | Кишинёв                              | 1948         | ИбБКИ   | инженер, доктор технических наук, ведущий научный сотрудник Академии экономического образования Республики Молдова                                                            |
| 89  | Иособ Андриан-Меленти | с. Копанка, Каушанский район         | 1953         | ИбБКИ   | инженер, фермер |
| 90  | Ион Хадыркэ           | Кишинёв                              | 1949         | ИбБКИ   | филолог, писатель, член Союза писателей Республики Молдова |
| 91  | Алла Мындыкану        | Кишинёв                              | 1954         | ИбБКИ   | филолог, журналист, заместитель директора Кишинёвского лингвистического центра «ABCdava»                                                                                      |
| 92  | Михай Гимпу           | Кишинёв                              | 1951         | ИбБКИ   | юрист, вице-председатель Комиссии по вопросам права Парламента Республики Молдова                                                                                             |
| 93  | Валерий Матей         | Кишинёв                              | 1959         | ИбБКИ   | историк, писатель, директор издательства «Hyperion» |
| 94  | Иван Дедю             | Кишинёв                              | 1934         | ИбБКИ   | эколог, биолог, доктор биологических наук, академик, генеральный директор Государственного департамента по охране окружающей среды и материальных ресурсов Республики Молдова |
| 95  | Андрей Юри            | Кишинёв                              | 1948         | ИбБКИ   | математик, доктор математических наук, директор Центра информатики и информационных технологий промышленности                                                                 |
| 96  | Юрий Рошка            | Кишинёв                              | 1961         | ИбАХДНФ | журналист, первый вице-председатель Совета Христианско-демократического народного фронта                                                                                      |
| 97  | Илие Илашку           | —                                    | 1952         | ИбАХДНФ | экономист, политический заключённый в Приднестровской Молдавской Республике                                                                                                   |
| 98  | Ион Возьян            | с. Терновка, АТЕЛД                   | 1953         | ИбАХДНФ | юрист, адвокат Тираспольской юридической консультации |
| 99  | Сергей Буркэ          | Кишинёв                              | 1961         | ИбАХДНФ | филолог, заместитель главного редактора издания ХДНФ «Страна» |
| 100 | Сергей Мокану         | Кишинёв                              | 1961         | ИбАХДНФ | педагог, председатель президиума Совета движения добровольцев Республики Молдова                                                                                              |
| 101 | Влад Кубряков         | Кишинёв                              | 1965         | ИбАХДНФ | журналист, служащий министерства культуры Республики Молдова |
| 102 | Штефан Секэряну       | Кишинёв                              | 1959         | ИбАХДНФ | журналист, диктор радиостанции «Кишинёв», главный редактор издания ХДНФ «Страна»                                                                                              |
| 103 | Евгений Гырлэ         | Кишинёв                              | 1953         | ИбАХДНФ | экономист-информатик, заведующий отделом экономики Национального института экономических и финансовых исследований Академии экономического образования Республики Молдова     |
| 104 | Дмитрий Осипов        | Кишинёв                              | 1954         | ИбАХДНФ | инженер-механик, главный инженер Института прикладной физики Академии наук Республики Молдова                                                                                 |

## Изменения в депутатском корпусе
- Андрей Сангели (АДПМ) → отставка в связи с продолжением полномочий премьер-министра Республики Молдова, мандат передан Николаю Визитею[2][3]
- Валентин Кунев (АДПМ) → отставка в связи с продолжением полномочий вице-премьер-министра Республики Молдова, мандат передан Семёну Желяпову[4]
- Валерий Булгарь (АДПМ) → отставка в связи с назначением вице-премьер-министром Республики Молдова, мандат передан Ивану Попову[4]
- Виталий Горинчой (АДПМ) → отставка в связи с продолжением полномочий министра сельского хозяйства и пищевой промышленности Республики Молдова, мандат передан Петру Караушу[4]
- Тимофей Мошняга (АДПМ) → отставка в связи с назначением министром здравоохранения Республики Молдова, мандат передан Анатолию Попушою[4]
- Зосим Бодю (АДПМ) → отставка в связи с назначением вице-министром приватизации и администрирования государственной собственности Республики Молдова, мандат передан Леониду Табэрэ
- Дмитрий Чимпоеш (АДПМ) → отставка в связи с продолжением полномочий генерального директора Государственного департамента по стандартам, метрологии и техническому надзору Республики Молдова, мандат передан Петру Кожокару
- Николай Быркэ (АДПМ) → отставка по собственному желанию, мандат передан Михаю Гаджиу
- Анатолий Барбэрошие (АДПМ) → отставка в связи с продолжением полномочий председателя Новоаненского районного исполнительного комитета, мандат передан Павлу Недранко
- Михай Гаджиу (АДПМ) → отставка по собственному желанию, мандат передан Евгению Грабовскому[5]
- Михай Скурту (АДПМ) → отставка по собственному желанию, мандат передан Михаилу Сыромятникову[6]
- Георгий Чорба (АДПМ) → отставка по собственному желанию, мандат передан Якобу Кондре[6]
- Николай Тукан (АДПМ) → отставка по собственному желанию, мандат передан Михаилу Думбрэвану[7]
- Константин Платон (АДПМ) → отставка в связи с назначением помощником судьи Верховного суда Республики Молдова, мандат передан Георгию Куку[8][9]
- Пётр Лучинский (АДПМ) → отставка в связи с избранием Президентом Республики Молдова, мандат передан Петру Агаки[10][11]
- Георгий Лунгу (АДПМ) → отставка в связи с назначением министром сельского хозяйства и продовольствия Республики Молдова, мандат передан Иону Булгаку[12][13]
- Ион Возьян (ИбАХДНФ) → отставка по собственному желанию, мандат передан Валентину Долганюку
- Сергей Буркэ (ИбАХДНФ) → отставка по собственному желанию, мандат передан Иону Тэнасе
- Штефан Секэряну (ИбАХДНФ) → отставка по собственному желанию, мандат передан Петру Поятэ
- Дмитрий Осипов (ИбАХДНФ) → отставка по собственному желанию, мандат передан Иону Нягу
- Сергей Мокану (ИбАХДНФ) → отставка по собственному желанию, мандат передан Марину Белеуцэ[14]
- Василий Иовв (ИбСПДУЕ) → отставка в связи с назначением министром транспорта и дорожного хозяйства Республики Молдова, мандат передан Семёну Драгану[4]
- Владимир Бондарев (ИбСПДУЕ) → отставка по собственному желанию, мандат передан Дмитрию Прижмиряну
- Виктор Морев (ИбСПДУЕ) → отставка в связи с избранием примаром муниципия Бельцы, мандат передан Дмитрию Тодорогло[15]
- Артём Лазарев (ИбСПДУЕ) → отставка по собственному желанию, мандат передан Виктору Степанюку[7]
- Михаил Чебан (ИбСПДУЕ) → отставка в связи с назначением генеральным директором Государственного департамента финансового контроля и ревизии при министерстве финансов Республики Молдова, мандат передан Василию Гладышу[16][17]
- Лидия Истрати (ИбБКИ) → прекращение полномочий в связи со смертью, мандат передан Олегу Стратулату[18]

## Новые депутаты
| №  | Фамилия, Имя        | Место жительства                     | Год рождения | Партия  | Профессия, деятельность                                                                                                  |
| 1  | Николай Визитей     | Кишинёв                              | 1940         | АДПМ    | инженер, доктор биологических наук, профессор Государственного института физической культуры и спорта                    |
| 2  | Семён Желяпов       | Кишинёв                              | 1953         | АДПМ    | инженер-конструктор, юрист, президент фирмы «Inter-Omega»                                                                |
| 3  | Иван Попов          | Кишинёв                              | 1945         | АДПМ    | инженер, член Комиссии по правам человека и национальным отношениям Парламента Республики Молдова                        |
| 4  | Пётр Карауш         | с. Малаешты, АТЕЛД                   | 1951         | АДПМ    | педагог, инженер-механик, член Комиссии по местному самоуправлению и экономике Парламента Республики Молдова             |
| 5  | Анатолий Попушой    | Анений-Ной                           | 1949         | АДПМ    | агроном, председатель фермерского хозяйства                                                                              |
| 6  | Леонид Табэрэ       | Кишинёв                              | 1949         | АДПМ    | философ, доктор философских наук, доцент Института искусств Республики Молдова                                           |
| 7  | Пётр Кожокару       | Кишинёв                              | 1950         | АДПМ    | инженер-механик, главный специалист министерства сельского хозяйства и пищевой промышленности Республики Молдова         |
| 8  | Михай Гаджиу        | с. Грибова, Дрокиевский район        | 1938         | АДПМ    | врач, председатель фермерского хозяйства «Patria»                                                                        |
| 9  | Павел Недранко      | Кишинёв                              | 1930         | АДПМ    | инженер-механик, доктор технических наук, руководитель лаборатории научных исследований Кишинёвского тракторного завода  |
| 10 | Евгений Грабовский  | с. Негурены, Теленештский район      | 1944         | АДПМ    | педагог, директор школы села Негурены                                                                                    |
| 11 | Михаил Сыромятников | с. Корлатены, Рышканский район       | 1940         | АДПМ    | зоотехник, председатель фермерского хозяйства «Pelinia»                                                                  |
| 12 | Якоб Кондря         | с. Припичены-Резеши, Резинский район | 1945         | АДПМ    | экономист, директор сельскохозяйственной фирмы «Авангард»                                                                |
| 13 | Михаил Думбрэван    | с. Корлатены, Рышканский район       | 1930         | АДПМ    | бухгалтер, председатель АО «Корлэтень»                                                                                   |
| 14 | Георгий Куку        | с. Мындык, Дрокиевский район         | 1949         | АДПМ    | агроном, председатель фермерского хозяйства «Biruinţa»                                                                   |
| 15 | Пётр Агаки          | Глодяны                              | 1948         | АДПМ    | агроном, начальник Глодянского районного управления АПК                                                                  |
| 16 | Ион Булгак          | Кишинёв                              | 1951         | АДПМ    | инженер-агроном, начальник отдела министерства сельского хозяйства и продовольствия Республики Молдова                   |
| 17 | Валентин Долганюк   | с. Зэбричень, Единецкий район        | 1957         | ИбАХДНФ | инженер-механик, инженер фермерского хозяйства «Zăbriceni-Oneşti»                                                        |
| 18 | Ион Тэнасе          | Кишинёв                              | 1950         | ИбАХДНФ | инженер-механик, член Комиссии по вопросам государственной и военной безопасности Парламента Республики Молдова          |
| 19 | Пётр Поятэ          | Кишинёв                              | 1961         | ИбАХДНФ | журналист, секретарь Комиссии по здравоохранению и социальной защите Парламента Республики Молдова                       |
| 20 | Ион Нягу            | Кантемир                             | 1953         | ИбАХДНФ | инженер-гидромелиоратор, вице-председатель Комиссии по местному самоуправлению и экономике Парламента Республики Молдова |
| 21 | Марин Белеуцэ       | Леова                                | 1938         | ИбАХДНФ | педагог, секретарь Комиссии по местному самоуправлению и экономике Парламента Республики Молдова                         |
| 22 | Семён Драган        | Тараклия                             | 1953         | ИбСПДУЕ | инженер-конструктор, вице-председатель Тараклийского районного исполнительного комитета                                  |
| 23 | Дмитрий Прижмиряну  | Кагул                                | 1951         | ИбСПДУЕ | педагог, экономист-организатор, директор филиала АА «Asito»                                                              |
| 24 | Дмитрий Тодорогло   | Кишинёв                              | 1944         | ИбСПДУЕ | агроном, главный консультант постоянной парламентской комиссии                                                           |
| 25 | Виктор Степанюк     | с. Костешты, Яловенский район        | 1958         | ИбСПДУЕ | педагог, доктор исторических наук, заместитель директора Костештской школы № 1                                           |
| 26 | Василий Гладыш      | Глодяны                              | 1952         | ИбСПДУЕ | педагог, директор Глодянской средней школы № 2                                                                           |
| 27 | Олег Стратулат      | Кишинёв                              | 1957         | ИбБКИ   | экономист, кандидат экономических наук, заведующий кафедрой Академии экономического образования Молдавии                 |

## Изменение партийной принадлежности
- Николай Андроник, Марина Ливицки, Ион Суручану, Владимир Палади, Ион Унгуряну, Николай Артени, Константин Платон, Евгений Грабовский, Василий Русу, Михаил Лупашку, Николай Ткачук: АДПМ → неприсоединившиеся